# Andrzej W. Bajeński
Andrzej W. Bajeński (ur. 2 sierpnia 1954) – pastor, prezbiter naczelny (zwierzchnik)  Kościoła Chrystusowego w RP.

## Życiorys
Urodził się 2 sierpnia 1954 roku. Wnuk Pawła Bajeńskiego.
Andrzej Bajeński jest absolwentem Chrześcijańskiej Akademii Teologicznej w Warszawie (1975–1980) i Hope International University w Fullerton w Kalifornii. Pierwotnie był duchownym  Zjednoczonego Kościoła Ewangelicznego w PRL, a po rozwiązaniu w 1988 tej denominacji stał się członkiem Kościoła Zborów Chrystusowych.
W latach 1981–2004 był pastorem przełożonym Społeczności Chrześcijańskiej „Puławska” w Warszawie, a od roku 2000 jest prezbiterem naczelnym  Kościoła Chrystusowego w RP.
Jest założycielem i dyrektorem Centrum Rozwoju Kościoła „ProEcclesia”. Wykładał homiletykę oraz naukę o kościele w Warszawskim Seminarium Teologicznym. Jest członkiem Rady Krajowej Aliansu Ewangelicznego w RP.
Od 1975 roku żonaty z Urszulą, ma dwoje dorosłych dzieci.

## Poglądy
Jest przeciwnikiem typu ekumenizmu, jaki reprezentuje Polska Rada Ekumeniczna. Jest przeciwnikiem uprawiania ekumenizmu z ewangelikami, popiera jedynie ekumenizm wewnątrzewangelikalny. Twierdzi, że Kościoły ewangelickie są jedynie zreformowanym katolicyzmem, a Kościoły ewangelikalne nie wywodzą się z ewangelicyzmu. Wraz z innymi przywódcami polskich Kościołów ewangelicznych opowiedział się w otwartym liście przeciwko deklaracji LGBT+ podpisanej przez prezydenta Warszawy  Rafała Trzaskowskiego.